# Donkey Kong 3
Donkey Kong 3 — третья видеоигра в оригинальной серии Donkey Kong от Nintendo. Она была выпущена на аркадных автоматах в 1983 году, на Famicom — в 1984 году, а затем выпущена в Северной Америке для NES в 1986 году. Игровой процесс отличается от предыдущих игр про Донки Конга: это в основном шутер, а в главной роли вместо Марио выступает дезинсектор по имени Стэнли.
Игра была повторно выпущена на консоли Wii в Северной Америке 14 июля 2008 года и в Европе 9 января 2009 года.

## Геймплей
Донки Конг висит на лианах в центре экрана, а управляемый игроком дезинсектор Стэнли бегает и прыгает по платформам под ним. Стэнли может стрелять спреем как в Донки Конга, так и в насекомых, летающих по уровню. Уровень завершается, если постоянно использовать спрей от насекомых на Донки Конга, заставляя его подняться на вершину экрана, или если убить всех насекомых. Висящий на лианах баллончик с супер-спреем падает вниз, когда Донки Конг добирается до него. Супер-спрей действует только ограниченное количество времени, но зато заставляет Донки Конга подниматься вверх с гораздо большей скоростью, что облегчает прохождение уровня.
Вредители — это пчёлы, гусеницы, бабочки, жуки, мотыльки и другие насекомые. Некоторые летающие насекомые пытаются подобрать цветы внизу экрана и унести их. Потерянные цветы уменьшают бонус в конце раунда.
Есть четыре уровня, которые повторяются в фиксированной последовательности.
Дополнительная жизнь даётся за 50 000 очков.

## Сюжет
Стэнли — истребитель вредителей. Донки Конг забрался в его оранжерею, и теперь задача Стэнли — помешать обезьяне привлечь насекомых, которые вскоре уничтожат его цветы. Стэнли спасает цветы, опрыскивая Донки Конга и вредителей спреем от насекомых.

## Приём
Игра имела умеренный успех в Японии, где Game Machine в своём выпуске от 1 декабря 1983 года назвала Donkey Kong 3 четвёртой по успешности новой настольной аркадой месяца. Несмотря на это, игра потерпела коммерческий провал в Северной Америке, особенно из-за последствий кризиса индустрии видеоигр 1983 года.
В ретроспективе, приём был неоднозначным, а критика была направлена на её отход от предшественников и отсутствие Марио. IGN поставил версии для Virtual Console оценку 6,0 из 10, отметив её «радикальное отклонение» от предыдущих игр Donkey Kong и назвав её «повторяющейся».